# Liisi Oterma

Liisi Oterma (6 de enero de 1915 – 4 de abril de 2001) fue una astrónoma finlandesa, la primera mujer en obtener un doctorado en Física (Ph.D degree) en Finlandia.

## Biografía
Estudió matemáticas y astronomía en la Universidad de Turku. Uno de sus profesores fue el conocido astrónomo finés Yrjö Väisälä, con el que fabricaría ópticas de calidad para telescopios. Fue la primera finlandesa en doctorarse en matemática y astronomía.
En 1959, consigue plaza de profesor asociado de astronomía, llegando a ser profesor titular en el año 1962. Desempeñaría esta labor hasta su jubilación en 1978.

## Descubrimientos
| Asteroides descubiertos: 54 | Asteroides descubiertos: 54 |
| --------------------------- | --------------------------- |
| (1504) Lappeenranta         | 23 de marzo de 1939         |
| (1507) Vaasa                | 12 de septiembre de 1939    |
| (1522) Kokkola              | 18 de noviembre de 1938     |
| (1540) Kevola               | 16 de noviembre de 1938     |
| (1544) Vinterhansenia       | 15 de octubre de 1941       |
| (1545) Thernöe              | 15 de octubre de 1941       |
| (1558) Järnefelt            | 20 de enero de 1942         |
| (1559) Kustaanheimo         | 20 de enero de 1942         |
| (1679) Nevanlinna           | 18 de marzo de 1941         |
| (1680) Per Brahe            | 12 de febrero de 1942       |
| (1695) Walbeck              | 15 de octubre de 1941       |
| (1705) Tapio                | 26 de septiembre de 1941    |
| (1758) Naantali             | 18 de febrero de 1942       |
| (1882) Rauma                | 15 de octubre de 1941       |
| (2064) Thomsen              | 8 de septiembre de 1942     |
| (2107) Ilmari               | 12 de noviembre de 1941     |
| (2159) Kukkamäki            | 16 de octubre de 1941       |
| (2195) Tengström            | 27 de septiembre de 1941    |
| (2268) Szmytowna            | 6 de noviembre de 1942      |
| (2291) Kevo                 | 19 de marzo de 1941         |
| (2332) Kalm                 | 4 de abril de 1940          |
| (2501) Lohja                | 14 de abril de 1942         |
| (2640) Hällström            | 18 de marzo de 1941         |
| (2717) Tellervo             | 29 de noviembre de 1940     |
| (2774) Tenojoki             | 3 de octubre de 1942        |
| (2803) Vilho                | 29 de noviembre de 1940     |
| (2804) Yrjö                 | 19 de abril de 1941         |
| (2805) Kalle                | 15 de octubre de 1941       |
| (2827) Vellamo              | 11 de febrero de 1942       |
| (2828) Iku-Turso            | 18 de febrero de 1942       |
| (2840) Kallavesi            | 15 de octubre de 1941       |
| (2841) Puijo                | 26 de febrero de 1943       |
| (2846) Ylppö                | 12 de febrero de 1942       |
| (2857) NOT                  | 17 de febrero de 1942       |
| (2912) Lapalma              | 18 de febrero de 1942       |
| (2946) Muchachos            | 15 de octubre de 1941       |
| (2988) Korhonen             | 1 de marzo de 1943          |
| (3132) Landgraf             | 29 de noviembre de 1940     |
| (3381) Mikkola              | 15 de octubre de 1941       |
| (3497) Innanen              | 19 de abril de 1941         |
| (3597) Kakkuri              | 15 de octubre de 1941       |
| (3811) Karma                | 13 de octubre de 1953       |
| (3892) Dezsö                | 19 de abril de 1941         |
| (4133) Heureka              | 17 de febrero de 1942       |
| (4163) Saaremaa             | 19 de abril de 1941         |
| (4227) Kaali                | 17 de febrero de 1942       |
| (5216) 1941 HA              | 16 de abril de 1941         |
| (5534) 1941 UN              | 15 de octubre de 1941       |
| (5611) 1943 DL              | 26 de febrero de 1943       |
| (5985) 1942 RJ              | 7 de septiembre de 1942     |
| (6886) Grote                | 11 de febrero de 1942       |
| (7267) Victormeen           | 23 de febrero de 1943       |
| (11780) 1942 TB             | 3 de octubre de 1942        |
| (15198) 1940 GJ             | 5 de abril de 1940          |

### Asteroides descubiertos
Entre 1938 y 1953 descubrió 54 asteroides. El Minor Planet Center acredita sus descubrimientos como L. Oterma.

### Cometas descubiertos
Entre sus descubrimientos también pueden citarse los siguientes cometas periódicos:
- 38P/Stephan-Oterma.
- 39P/Oterma.

## Epónimos
Entre otros, llevan el nombre en su honor el asteroide (1529) Oterma.